# Guadalupe Fresnal
Guadalupe Fresnal är en ort i Mexiko.   Den ligger i kommunen Cañada Morelos och delstaten Puebla, i den sydöstra delen av landet, 200 km öster om huvudstaden Mexico City. Guadalupe Fresnal ligger 2 493 meter över havet och antalet invånare är 580.
Terrängen runt Guadalupe Fresnal är kuperad västerut, men österut är den bergig. Runt Guadalupe Fresnal är det ganska tätbefolkat, med 96 invånare per kvadratkilometer. Närmaste större samhälle är Ciudad Mendoza, 18,8 km öster om Guadalupe Fresnal. Omgivningarna runt Guadalupe Fresnal är en mosaik av jordbruksmark och naturlig växtlighet.